# Еднорог (съзвездие)
Еднорог (на латински: Monoceros) е съзвездие в северното небесно полукълбо. На небето заема площ от 481,6 квадратни градуса и има 146 звезди, видими с невъоръжено око. Намира се в Млечния път, но не съдържа ярки звезди. Може да се намери лесно, тъй като е разположено в Зимния триъгълник.